# Randall Wallace
Randall Wallace (Jackson, 1949. július 28. –) amerikai filmrendező, forgatókönyvíró és producer.
A rettenthetetlen (1995) című történelmi drámával szerzett kritikai sikert, mellyel legjobb forgatókönyvíró kategóriában Oscar- és Golden Globe-díjakra jelölték. Ezt követően megrendezte A vasálarcos (1998), a Katonák voltunk (2002), A paripa (2010) és az Igazából mennyország (2014) című filmeket.

## Filmográfia

### Film
| Év   | Magyar cím                | Eredeti cím              | Feladatkör | Feladatkör        | Feladatkör |
| Év   | Magyar cím                | Eredeti cím              | Rendező    | Író               | Producer   |
| ---- | ------------------------- | ------------------------ | ---------- | ----------------- | ---------- |
| 1995 | A rettenthetetlen         | Braveheart               | Nem        | Igen              | Nem        |
| 1998 | A vasálarcos              | The Man in the Iron Mask | Igen       | Igen              | Igen       |
| 2001 | Pearl Harbor – Égi háború | Pearl Harbor             | Nem        | Igen              | Vezető     |
| 2002 | Katonák voltunk           | We Were Soldiers         | Igen       | Igen              | Igen       |
| 2010 | A paripa                  | Secretariat              | Igen       | Nem               | Nem        |
| 2014 | Igazából mennyország      | Heaven Is for Real       | Igen       | Igen              | Nem        |
| 2016 | A fegyvertelen katona     | Hacksaw Ridge            | Nem        | Nincs feltüntetve | Nem        |

### Televízió
| Év        | Cím                       | Feladatkör | Feladatkör | Megjegyzések          |
| Év        | Cím                       | Író        | Producer   | Megjegyzések          |
| --------- | ------------------------- | ---------- | ---------- | --------------------- |
| 1986      | Hunter                    | Igen       | Nem        | 1 epizód              |
| 1986      | Starman                   | Igen       | Nem        | 1 epizód              |
| 1987      | Stingray                  | Igen       | Nem        | 1 epizód              |
| 1987–1988 | J.J. Starbuck             | Igen       | Igen       | 3 epizód              |
| 1988      | Sonny Spoon               | Igen       | Vezető     | megalkotó             |
| 1989      | Unsub                     | Igen       | Nem        | 2 epizód              |
| 1990–1991 | Broken Badges             | Igen       | Vezető     | minisorozat megalkotó |
| 1996      | Sötét angyal (Dark Angel) | Sztori     | Nem        | tévéfilm              |
| 2015      | Point of Honor            | Igen       | Vezető     | tévéfilm filmrendező  |

## Fontosabb díjak és jelölések
| Jelölt mű                 | Díj                            | Kategória                    | Eredmény | Ref.  |
| ------------------------- | ------------------------------ | ---------------------------- | -------- | ----- |
| A rettenthetetlen         | Oscar-díj                      | legjobb eredeti forgatókönyv | Jelölve  | [ 3 ] |
| A rettenthetetlen         | Golden Globe-díj               | legjobb forgatókönyv         | Jelölve  | [ 4 ] |
| A rettenthetetlen         | Writers Guild of America Award | legjobb forgatókönyv         | Elnyerte |       |
| Pearl Harbor – Égi háború | Arany Málna díj                | legrosszabb forgatókönyv     | Jelölve  |       |

## Fordítás
- Ez a szócikk részben vagy egészben  a   Randall Wallace című angol Wikipédia-szócikk ezen változatának fordításán alapul.  Az eredeti cikk szerkesztőit annak laptörténete sorolja fel. Ez a jelzés csupán a megfogalmazás eredetét és a szerzői jogokat jelzi, nem szolgál a cikkben szereplő információk forrásmegjelöléseként.